# 植田安信
植田 安信（うえた/うえだ やすのぶ）は、戦国時代から安土桃山時代にかけての武将。
植田氏は讃岐国の国造・神櫛皇子の末裔とされ、讃岐東部山田郡の国人。
安信は戸田城（植田城）を居城とし、山田郡の東植田、西植田、菅沢、朝倉を領していた。天正9年/天正10年（1582年）、土佐国の長宗我部元親による讃岐侵攻により戸田城が落城、植田氏は没落した。
| スタブアイコン | サブスタブ | この項目は、まだ閲覧者の調べものの参照としては役立たない、人物に関連した書きかけの項目です。この項目を加筆・訂正などしてくださる協力者を求めています（P:人物伝/PJ:人物伝）。 |